# SEVENTH HEAVEN (BUCK-TICKのアルバム)
『SEVENTH HEAVEN』（セブンス・ヘヴン）は、日本のロックバンドであるBUCK-TICKの3枚目のオリジナル・アルバム。
1988年6月21日にビクター音楽産業のInvitationレーベルよりリリースされた。前作『SEXUAL×××××!』（1987年）より7か月ぶり、ミニ・アルバム『ROMANESQUE』（1988年）より3か月ぶりとなる作品であり、作詞は櫻井敦司および今井寿、作曲はほぼ全曲で今井が担当しているが初めて星野英彦による制作曲が収録された。また前作に続きBUCK-TICKによるセルフ・プロデュースとなっている。
レコーディングは同年に開催されたコンサートツアーと並行して行われ、SOFT BALLET結成前の森岡賢が参加している。今井が知人から聞かされた7つの天国の話をテーマに制作されたが、テレビ出演や取材なども含め多忙すぎたためにメンバーはレコーディング時の記憶がないと後に証言している。
オリコンチャートではLP盤が初登場1位を獲得、総合では3位となったが同バンドとしては初の1位獲得作品となった。本作リリースからコンサートツアーまでは4か月ほど間が空いており、その間に次作『TABOO』（1989年）のレコーディングが行われたことから、ツアーファイナルでは次作収録曲を中心にライブが行われた。

## 背景
前作『SEXUAL×××××!』（1987年）リリース後、同年12月11日にBUCK-TICKは「BUCK-TICK現象III」と題した初の大ホールとなる日本青年館公演を実施した。メジャー・デビューからわずか2か月足らずの状態ではあったが、10月中旬に発売された1360人分のチケットは2日間で完売することとなった。その後12月19日の札幌メッセホール公演を皮切りに、12月27日の青森FREE LIVE SPACE 1/3公演まで「BUCK-TICK現象 III TOUR」と題したコンサートツアーを6都市全6公演実施した。12月31日には新潟市産業振興センターにて行われたイベントライブ「ROCK'N'ROLL BAND STAND」に参加、5000人の聴衆の前で演奏することとなった。
1988年に入り、1月24日には新宿ロフトにてシークレット・ギグが行われ、バンド名を「BLUCK-TLICK」と変更して1年ぶりに同会場のステージに登場することとなった。また、並行してレコーディング作業を行っており、3月21日には初のミニ・アルバムである『ROMANESQUE』（1988年）をリリース。同作のリリースと前後して「東北ロックサーキット」と題したコンサートツアーを3月15日の平市民会館公演から4月7日の八戸市公会堂公演まで13都市全13公演実施。4月1日には汐留PITにてライブを行い、チケットは発売からわずか2時間で3000枚が完売した。さらにその後も「BUCK-TICK SHOCK TOUR」と題したコンサートツアーを4月13日の沼津ロイヤルギャラリー公演から5月30日の前橋市民文化会館公演まで18都市全20公演を実施した。

## 録音、制作
本作のレコーディングは1988年2月13日から3月11日まで、音響ハウスおよびサウンドアトリエで行われた。レコーディングはコンサートツアー「東北ロックサーキット」と並行して進められたため、メンバーは東京のレコーディングスタジオとライブ開催地との往復に時間を要したほか、少ない空き時間にはテレビ番組出演や取材が入っていたために超過密スケジュールを強いられる事態となった。仕事が終わったメンバーは帰宅後すぐにベッドに倒れ込み、着替えもせず朝まで熟睡するような日々の繰り返しとなった。今井寿は本作のために多数のアイデアを持っていたが、時間の不足からまとめることが出来ず、ツアー先のホテルの部屋では曲作りに専念出来ないため四苦八苦していた。そのような日々の中で、締め切りに追われていた今井は自宅でデモテープ制作を行っていたが何日もまともに寝ていなかったため一瞬眠りに陥り、気が付くと寝ながらギターを弾いている自身に驚いたという。
前作『SEXUAL×××××!』リリースの4か月後にミニ・アルバム『ROMANESQUE』がリリースされ、その3か月後に本作のリリースが決定しており、アルバムのリリーススケジュールだけでもかなりのハイペースとなっていた。後のインタビューでは「忙しすぎてレコーディングの記憶が無い」と語るほど当時のメンバーのスケジュールは多忙を極めていたが、ビクターのスタッフからは「サザンも新人の頃はこれくらい忙しかったよ」と言われ奮起していたという。そのような状況にも拘わらず、本作ではインディーズ時代からあった曲は「…IN HEAVEN…」と「SEVENTH HEAVEN」の元となった曲のみで、他は全て新曲であった。そのために今井は1日に1曲を書かなければ間に合わず、またリハーサルは3時間で当日にスタジオで曲を合わせるという状態であった。前作まではスタジオに全員居合わせた状態でレコーディングが行われていたが、本作のレコーディング時には地方プロモーションの都合でメンバーが揃うのが困難となったこともあり、各パートを個別に録音して後で音を重ねる方法に変化したとヤガミトールは述べている。また、ヤガミは歌メロやどんな曲かも知らない状態でレコーディングした曲もあり、本作での自分のプレイに満足できておらず「録り直したい」と発言している反面、「楽曲に救われた」「これで楽曲が悪かったら最悪のアルバム」と述べている。さらに、地方のCDショップなどの予約特典として配布されるメンバーのサイン用色紙が5000枚用意され、ヤガミも1枚1枚サインを書いていたものの2000枚ほどで挫折、樋口は腱鞘炎になったほかにサイン書きのためにレコーディングが中断する事態となった。サイン書きにマジックインキを使用していたためスタジオ内はインクの匂いが充満していたという。
BUCK-TICKは後にLUNA SEAおよびSOFT BALLETと共にイベント・ツアー「LSB」を実施したが、本作にはSOFT BALLET結成前の森岡賢がキーボード担当として参加、また「FRAGILE ARTICLE」のコーラスにも参加している。ヤガミはレコード会社スタッフの秘蔵っ子であった森岡との出会いは重要であったと述べたほか、「森岡ちゃんのおかげで『SEVENTH HEAVEN』ができたところはある」と述べており、当時21歳であり自身より年齢が5歳年下であった森岡に関して、「貢献はホント素晴らしかった」と述べている。

## 音楽性とテーマ
本作の制作時に、櫻井と今井は偶然にも「HEAVEN」という言葉を作詞の際に両者とも使用していたことから、「天国」というテーマが定められることとなった。本作のタイトルの由来は、今井の友人が刺青を入れる際に「クモ」の絵か「SEVENTH HEAVEN」という文字を入れるかで悩んでおり、結果としてその友人は「クモ」の絵を入れることになったが、その際に友人から7つの天国の話を聞かされたことが切っ掛けであると述べている。収録曲の「SEVENTH HEAVEN」に関して今井は、曲自体は前から存在していたが本作ではアレンジを変えて作詞をして制作したと述べ、本作のテーマとなる「SEVENTH HEAVEN」という言葉が主に作詞面に影響したと述べている。また、曲制作時に詞のイメージが明確にある場合は今井自身が作詞を手掛け、イメージが浮かばない時は櫻井に作詞を委ねているとも述べている。さらに今井はメロディだけで聴いた者の感情をコントロールできるのではないかと考えたと述べたほか、1枚目のアルバム『HURRY UP MODE』（1987年）の副題であった「殺シノ調ベ」という言葉を常に意識したために、メロディの起伏が激しい曲が多くなったとも述べている。さらに今井は後に本作の評価として、「できあがっただけいいかな」という感想を述べたほか、全体的にテンポが速すぎるとして「アルバム全体がセカセカしてる感じ」であるとも述べている。
櫻井は今井から7つの天国の話を聞き、自身は7番目の天国には行けず2、3番目の天国ならどうにか行けるのではないかと述べている。また、櫻井は「天国」というテーマが決定した時に、最初に浮かんだイメージは「心中」であったとも述べている。本作で初収録となった星野英彦による制作曲「DESPERATE GIRL」は、櫻井によって「ジルバで踊ろうZE」という仮題が付けられた。星野は同曲をキャンペーンで行った滞在先のホテルで制作しており、それまではギターのフレーズは浮かんでも1曲にまとまらなかったが、同曲は最後まで問題なく制作することが出来たと述べている。
本作の音楽性に関して、書籍『BUCK-TICK ~since 1985-2011~ 史上最強のROCK BAND』では、本作から本格的に櫻井が作詞を手掛け始めたことや今井はポップな作品を目指していたものの櫻井がダークな方向性を望んだために多面的な作品になったことに触れた上で、「バンドのオリジナリディが固まる契機となった一枚」と記されている。書籍『B-T DATA』では、「…IN HEAVEN…」や「PHYSICAL NEUROSE」、「SEVENTH HEAVEN」などの当時のバンドの勢いを感じさせるスピード感のある曲のほかに、「VICTIMS OF LOVE」のような「ひたすら妖しくダークなトーンの曲」があると指摘した上で、「彼らのもつ両極の要素がすでに表出している」と記されているほか、「櫻井の作詞が増えたことで、独自の世界観が少しずつ確立していくようになる」とも記されている。

## リリース
1987年11月21日にビクター音楽産業のInvitationレーベルから、LP、CD、CTの3形態でリリースされた。LPの初回限定盤はブックレット付のボックス仕様となっており、通常盤及びCD盤とは異なるジャケットの特製ボックスに封入された上にアートブックも付属されていた。
2002年9月19日には、ビクターエンタテインメントのHAPPY HOUSEレーベルから比留間整監修によるデジタルリマスター版がリリースされ、初回限定盤にはジャケットサイズのオリジナルステッカーが付属されたほか、ボーナス・トラックとして「SEXUAL INTERCOURSE (unreleased version)」および「…IN HEAVEN… 〜MOONLIGHT (Climax Together Live)」の2曲が追加収録された。
2007年9月5日には生産限定品として、ビクター所属時代のアルバム全12作品のデジタルリマスター版が紙ジャケット仕様でリリースされた。同版には携帯サイズのロゴステッカー・シートが封入されたほか、全タイトルを一括購入すると先着で全タイトル収納ケースがプレゼントされるキャンペーンが行われた。また、この再リリース盤のジャケットは、LPの初回盤ボックスと同じものが採用されている。

## アートワーク
本作のアートワークはグラフィックデザイナーのサカグチケンが手掛けている。サカグチは本作のために企画書を作成し、アナログ盤のボックスセットやダブル版ジャケット、写真集を付属させるなどのアイデアを形状を含めて詳細に描いて提案したところ、スタッフ側から快諾されたために制作を手掛けることとなった。当時のメンバーは多忙のためにアートワークに直接関与する時間がなかったのではないかとサカグチは推測しており、また休暇もほとんど取れずに髪を立てたまま就寝する生活だったのではないかとも推測している。そのため、アートワークに関してはディレクターである田中純一との間で話し合いが行われ、その後ビクターのデザイン部の担当者との話し合いの後にコスト計算なども行った上で制作が行われていたとサカグチは述べている。当時はレコード会社側もインパクトのある作品をリリースしてチャート上位を狙うという強い意志があったとサカグチは述べている。

## ツアー

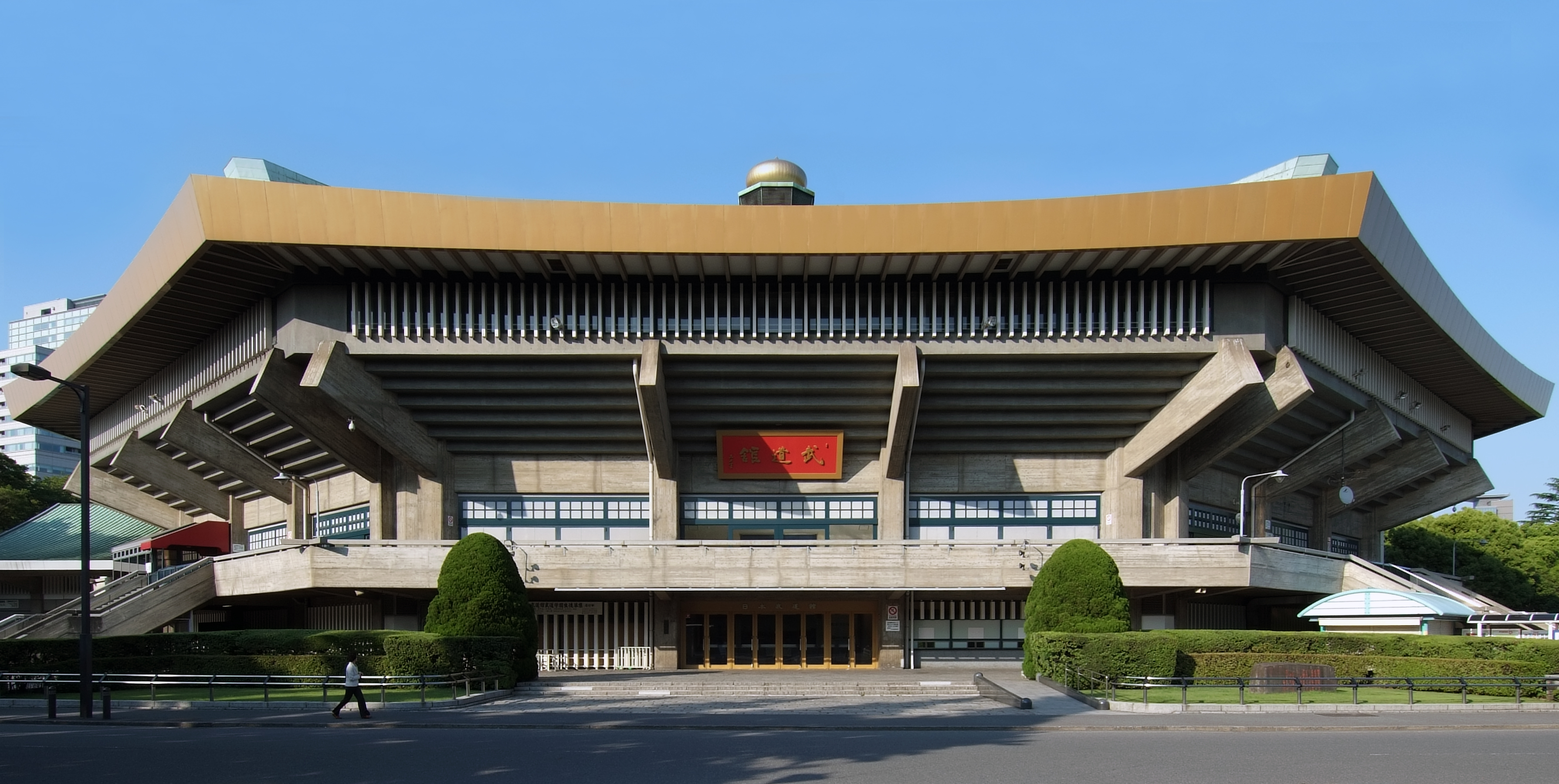
ツアー最終日の会場となった日本武道館

本作を受けたコンサートツアーは、「SEVENTH HEAVEN TOUR」と題して1988年10月11日の戸田市文化会館公演から1989年1月19日、1月20日の日本武道館2日間連続公演まで、36都市全40公演が行われた。同ツアー開始前の9月からおよそ1か月間は次作『TABOO』（1989年）のレコーディングが行われており、メンバーはロンドンにて初の日本国外レコーディングを行った後に本作を受けたツアーを開始するという状態となった。すでに新曲をレコーディング済みであったが、本作収録曲を中心としたセットリストであったため、メンバーは新曲を披露できないことに対して欲求不満を覚えることとなった。
ツアー最終日には初となる日本武道館公演を行い、ステージ後方には巨大な廃墟のオブジェが設置されていた。1月19日の公演では櫻井は髪を逆立てた状態で登場したが、1月20日の公演では髪を下したままの状態で登場した。1曲目には次作収録曲の「ICONOCLASM」が演奏され、2曲目には同じく次作収録曲の「TOKYO」が演奏された。当日はツアーファイナルではあったが同ツアーの集大成的なものにはなっておらず、前日リリースされたばかりの次作収録曲を中心とした構成となっていた。その後櫻井による「ようこそ。いらっしゃい。SEVENTH HEAVENへ」「じっくり、みんなと天国へ行って抱き合い、最後まで愛し合いましょう」というMCが行われた後、「PHYSICAL NEUROSE」「MISTY ZONE」「ROMANESQUE」が演奏され、心臓音の効果音が流された後に「EMBRYO」、続いて「HYPER LOVE」「VICTIMS OF LOVE」「SEXUAL×××××!」が演奏された。櫻井による「ギターと歌だけで、ほんのちょっと、静かな夜を」というMCの後に「SILENT NIGHT」が演奏され、その後「ANGELIC CONVERSATION」「TABOO」と続けて演奏された。1月19日は「TABOO」が最終曲となっていたが、1月20日には「TABOO」の後に「JUST ONE MORE KISS」が演奏された。最後は櫻井による「最高の夜でした。またどこかで愛し合いましょう」というMCで当日は終演となった。

## チャート成績
オリコンチャートの初登場順位として、本作のLPが初登場1位、CDが5位、CTが19位となり、総合では最高位3位、登場回数18回で売り上げ枚数は9.6万枚となった。本作のLP盤において、BUCK-TICKは初の1位獲得となった。
本作の売り上げ枚数はBUCK-TICKのアルバム売上ランキングにおいて12位となっている。また、2022年に実施されたねとらぼ調査隊によるBUCK-TICKのアルバム人気ランキングでは10位となった。

## 収録曲
全編曲: BUCK-TICK。

### 一覧
| #         | タイトル                                 | 作詞      | 作曲      | 時間  |
| --------- | ---------------------------------------- | --------- | --------- | ----- |
| 1.        | 「FRAGILE ARTICLE」                      |           | 今井寿    | 1:21  |
| 2.        | 「…IN HEAVEN…」                          | 桜井敦司  | 今井寿    | 3:51  |
| 3.        | 「CAPSULE TEARS -PLASTIC SYNDROME III-」 | 今井寿    | 今井寿    | 4:42  |
| 4.        | 「CASTLE IN THE AIR」                    | 今井寿    | 今井寿    | 4:27  |
| 5.        | 「ORIENTAL LOVE STORY」                  | 桜井敦司  | 今井寿    | 6:20  |
| 合計時間: | 合計時間:                                | 合計時間: | 合計時間: | 20:41 |

| #         | タイトル             | 作詞      | 作曲      | 時間  |
| --------- | -------------------- | --------- | --------- | ----- |
| 6.        | 「PHYSICAL NEUROSE」 | 今井寿    | 今井寿    | 2:52  |
| 7.        | 「DESPERATE GIRL」   | 桜井敦司  | 星野英彦  | 3:17  |
| 8.        | 「VICTIMS OF LOVE」  | 桜井敦司  | 今井寿    | 4:25  |
| 9.        | 「MEMORIES…」        | 桜井敦司  | 今井寿    | 3:48  |
| 10.       | 「SEVENTH HEAVEN」   | 今井寿    | 今井寿    | 5:13  |
| 合計時間: | 合計時間:            | 合計時間: | 合計時間: | 19:35 |

| #         | タイトル                                           | 作詞      | 作曲      | 時間  |
| --------- | -------------------------------------------------- | --------- | --------- | ----- |
| 1.        | 「FRAGILE ARTICLE」                                |           | 今井寿    | 1:21  |
| 2.        | 「…IN HEAVEN…」                                    | 桜井敦司  | 今井寿    | 3:51  |
| 3.        | 「CAPSULE TEARS -PLASTIC SYNDROME III-」           | 今井寿    | 今井寿    | 4:44  |
| 4.        | 「CASTLE IN THE AIR」                              | 今井寿    | 今井寿    | 4:29  |
| 5.        | 「ORIENTAL LOVE STORY」                            | 桜井敦司  | 今井寿    | 6:23  |
| 6.        | 「PHYSICAL NEUROSE」                               | 今井寿    | 今井寿    | 2:52  |
| 7.        | 「DESPERATE GIRL」                                 | 桜井敦司  | 星野英彦  | 3:20  |
| 8.        | 「VICTIMS OF LOVE」                                | 桜井敦司  | 今井寿    | 4:25  |
| 9.        | 「MEMORIES…」                                      | 桜井敦司  | 今井寿    | 3:48  |
| 10.       | 「SEVENTH HEAVEN」                                 | 今井寿    | 今井寿    | 5:21  |
| 11.       | 「SEXUAL INTERCOURSE (unreleased version)」        | 桜井敦司  | 今井寿    | 3:38  |
| 12.       | 「…IN HEAVEN… 〜MOONLIGHT (Climax Together Live)」 | 桜井敦司  | 今井寿    | 9:48  |
| 合計時間: | 合計時間:                                          | 合計時間: | 合計時間: | 54:00 |

### 曲解説
1. 「FRAGILE ARTICLE」
「SEVENTH HEAVEN」を三拍子にアレンジしたインストゥルメンタル[29]。本曲は森岡賢が制作しており、ヤガミによれば櫻井が森岡に「この曲（「SEVENTH HEAVEN」）のコード進行で、ディズニーランドみたいに弾いてほしいんだ」と依頼したところ、翌日には仕上げてきたために「すげぇな! 天才じゃん!」とメンバー一同が大絶賛したという[30]。当初は調べないと意味が理解できないような英語の歌詞を今井がつけていたが、仮歌で櫻井がスキャットで「ラララ」と歌ったところ、メンバーの反応が良かったためにスキャットが採用されることとなった[29]。今井は後に苦心して作詞した歌詞が採用されなかったことに苦言を呈した[29]。
2. 「…IN HEAVEN…」
ドライブ感のある8ビートをテーマに作られ、今井自身は「ライブ向けの曲」と語っており、発売前にライブで演奏されていた[31]。サビでのハイトーンコーラスは星野英彦によるもの[1]。歌詞は心中がテーマになっており、櫻井は本曲を聴いたイメージがそれ以前に自身が描きたかった世界に結びついていたと述べている[29][1]。
3. 「CAPSULE TEARS -PLASTIC SYNDROME III-」
アイルランド音楽をイメージしてアレンジされた曲。メロディ制作が難航し、でたらめにギターを弾いたところイントロが完成したと今井は述べている[29]。歌詞は今井が小学生の頃に視聴したフジテレビ系テレビアニメ『アンデルセン物語』（1971年）から着想を得ている[29][31]。櫻井はコーラスが面白いと述べ、松田聖子になった気分で歌っていると述べている[29]。コンサートツアー「SEVENTH HEAVEN TOUR」のオープニング曲として採用された[1]。
4. 「CASTLE IN THE AIR」
最初にサビが思い浮かび、今井が以前から持っていた「空中に浮かぶ楼閣」というイメージに合うと思い、そこから膨らませた曲。メロディやアレンジを試行錯誤し完成まで苦労したという。歌詞は近未来を暗いイメージで想像した時のドロドロした感じを出した[31]。今井は「以前から頭にあったタイトルから、イメージをふくらませた曲で、そういう作り方って滅多にないんだけど大成功でした」と述べている[29]。櫻井は何度も違う歌い方を試し、最終的に限界まで低く淡々とした表情のない声で歌い、そこにファルセットを加えることにより絶妙なニュアンスが生まれたと述べている[29]。
5. 「ORIENTAL LOVE STORY」
今井はメロディアスでありながら感情を抑えたリードと、音数を減らし空間と広がりのあるアレンジを目指した。樋口豊が初めてフレットレスベースを使用した曲で、今井は「曲のイメージにあったおおらかな味が出ている」と評している[31]。しかしフレットレスベースは演奏が困難であり、2ミリほど指がズレただけで音が変わってしまう状態であったが、樋口は曲に合っていたためフレットレスベースの使用を決心した[29]。櫻井はストーリー性のある歌詞を目指し「風景画が風に吹かれて1枚1枚めくれて飛んでいき、それが物語になっていて、最後に真っ白な絵が残る」というイメージで作詞した[29]。櫻井は東洋的な恋は澄んでいて純粋であるとのイメージがあったことから、タイトルには東洋的恋愛物語という意味が込められている[29]。
セルフカバー・アルバム『殺シノ調べ This is NOT Greatest Hits』（1992年）ではアップテンポなロックナンバーにアレンジされている。
6. 「PHYSICAL NEUROSE」
今井は「スコーンと抜けた感じのB級ポップ」を目指したという。歌詞も世紀末の危うさをモチーフにしながら、逆説的な能天気さで、ブラックユーモア風に書かれている[31]。ヤガミは曲初めのラジオのような効果音は森岡のアイデアであると述べている[32]。櫻井は日本語が少なく英語だらけの曲であるが、発音などは気にせずノリで歌ったと述べている[29]。ヤガミは本曲の演奏に苦労したと述べ、小節の切り方が変則的であり演奏に行き詰まったこともあったという[29]。
「NEUROSE」とはドイツ語の「ノイローゼ」であり、ドイツ語のノイローゼと英語の「PHYSICAL」が混じったタイトルになっている。なお英語でノイローゼを指す単語は「neurosis」（発音はニューロシス）となる。
トリビュート・アルバム『PARADE〜RESPECTIVE TRACKS OF BUCK-TICK〜』（2005年）において、AGE of PUNKによるカバーが収録されている[33]。
7. 「DESPERATE GIRL」
メジャーデビュー後、星野が初めて作曲を手掛けた曲。「8ビートだよ、おっかさん」[29]という仮タイトルが示すとおり、オーソドックスなロックンロール。他にもデモを聴いた櫻井が「ジルバだ」と言って命名された「ジルバで踊ろうZE」という仮タイトルもある[29]。歌詞について星野から櫻井へ「曲調とは裏腹で哀しいものを」という要求があった。タイトルには「絶望的な少女」といったニュアンスが込められている[31]。
8. 「VICTIMS OF LOVE」
ベースのリフがリードをとるミディアム・テンポの曲[31]。歌詞中の「離れないで花びら」とはエロティックな表現であると櫻井は述べており、情事の後に残る虚しさを表現したとも述べている[29]。櫻井はそれまでの作詞に関して明確なビジョンもなかったために漠然とラブソングを制作していたが、本曲によって自身の方向性が見えてきたと述べている[34]。
『殺シノ調べ This is NOT Greatest Hits』の再録バージョンではスローテンポになっており、同作発表以降のライブでは同バージョンをもとに演奏が行われ、演奏時間は10分近くにも及ぶようになった。
9. 「MEMORIES…」
原型だけ昔からあったものを作り直した曲。今井が夢の中で聴いたメロディが元になっている[31]。ヤガミがどのようなシチュエーションで制作された曲であるか尋ねたところ、今井は夢の中で舘ひろしがアコースティック・ギターの弾き語りで本曲を歌っていたと述べ、起床してからすぐに思い出して制作したことを告げたところ、ヤガミはイタコのようであるとの感想を持ったほか、「本当に何か降りてきて作ってんのかな」とも思ったそうであるが、「彼（今井）はプロの世界で磨かれて、どんどんスキルアップしてる最中だったんだろうね」と最終的に総括した[32]。
コンサートツアー「SEVENTH HEAVEN TOUR」において最終曲として演奏された[1]。
10. 「SEVENTH HEAVEN」
原曲はインディーズ時代から演奏していた「CHATTY BUNNYにささやいて」という曲で、歌詞とアレンジを変更したもの[1]。ジューシィ・フルーツのアルバム『27分の恋』（1982年）において表現されたアメリカ合衆国とソビエト連邦の間を27分でミサイルが到達するという事実に基づき、近未来的な不安感を表現した曲であると今井は述べている[29]。また、広瀬隆の著書『危険な話 チェルノブイリと日本の運命』（1987年）にも影響され、核戦争や原子力発電所など知らないうちに大きな何かに巻き込まれて死んでしまうかもしれない、そうなる前に愛する人に本当のことを伝えたいという歌であるという。歌詞中の「KISS」とは地球とミサイルが接触することであり、コバルトは放射能を表している[29]。今井はそれらを狂気であると述べ、「そんなふうに殺されてしまうのなら、至極の天国に行きたいって。＜天国＞というものを、狂気のいきつくところに置いてみたんです」と述べている[29]。偶然にも「MEMORIES…」の歌詞と共通する部分があり、櫻井は「今井にしては血の気のある詞」と評している[29][31]。

## スタッフ・クレジット

### BUCK-TICK
- Atsushi - ボーカル
- Hisashi - エレクトリック・ギター、バッキング・ボーカル
- Hide - エレクトリック・ギター、アコースティック・ギター、バッキング・ボーカル
- Ū-Ta - ベース
- Toll - ドラムス

### 参加ミュージシャン
- 森岡賢 - キーボード

### スタッフ
- BUCK-TICK - プロデューサー
- 新銅 "V" 康晃 - レコーディング・エンジニア
- 田中純一 - ディレクター
- 村木敬史 - ディレクター

- サカグチケン - アート・ディレクション、デザイン
- 北岡一浩 - 写真撮影
- 渡辺さゆり - スタイリスト
- 大久保紀子 - ヘアー・メイク
- 岡元美也子 - ヘアー・メイク

- 古居隆志 - コーディネーター
- おおのあきこ - コーディネーター

- 豊島直己 - チーフ・プロモーター
- Shaking Hands Inc. - マネージメント
- 高木修 - マネージメント
- 枡岡慶彦 - マネージメント
- ヤスハラショータク - マネージメント
- 浅見繁男 - ロード・マネージャー
- サワキカズヲ - アーティスト・プロデューサー
- 樋口和光 - スーパーバイザー
- ラ・ケンジントン - スペシャル・サンクス
- クレイジーキャット - スペシャル・サンクス
- パール楽器製造 - スペシャル・サンクス
- Yuko & Tomoko - スペシャル・サンクス
- あおきしげる (Doll House) - スペシャル・サンクス

## リリース履歴
| No. | 日付          | レーベル                                | 規格     | 規格品番                                                           | 最高順位                                | 備考                                                                                               |
| --- | ------------- | --------------------------------------- | -------- | ------------------------------------------------------------------ | --------------------------------------- | -------------------------------------------------------------------------------------------------- |
| 1   | 1988年6月21日 | ビクター音楽産業／Invitation            | LP CT CD | BT1（初回盤LP） VIH-28330（通常盤LP） VCF-19357 (CT) VDR-1514 (CD) | 1位 (LP) 15位 (CT) 5位 (CD) 3位（総合） | |
| 2   | 2002年9月19日 | ビクターエンタテインメント／HAPPY HOUSE | CD       | VICL-60982（初回盤） VICL-60962（通常盤）                          | -                                       | デジタルリマスター盤（監修：比留間整） 初回盤のみボーナストラック2曲収録、オリジナルステッカー封入 |
| 3   | 2007年9月5日  | ビクターエンタテインメント／Invitation  | CD       | VICL-62542                                                         | -                                       | デジタルリマスター盤、アナログ盤初回仕様、写真集、ブックケース収納                                 |